# Erythroxylum hondense
Erythroxylum hondense là một loài thực vật có hoa trong họ Erythroxylaceae. Loài này được Kunth mô tả khoa học đầu tiên năm 1822.